# بخش حمیل
بخش حمیل یکی از بخش‌های تابعه شهرستان اسلام‌آباد غرب در استان کرمانشاه در غرب ایران است . 

## تقسیمات کشوری
- بخش حمیل
  - دهستان منصوری
  - دهستان هرسم
  - دهستان حمیل

نقاط شهری: حمیل

## جمعیت
بنابر سرشماری مرکز آمار ایران، جمعیت بخش حمیل شهرستان اسلام‌آباد غرب در سال ۱۳۸۵ برابر با ۱۹۹۹۳ نفر بوده است .
زبان مردم حمیل کردی  است.

## روستاها
روستاهای بخش حمیل:
- دهستان منصوری

زعفران علیا، 
گاورانی،
چشمه سنگی،
بان درعلیا، 
داربیدمنصوری،
سربکوه،
سرخه خانی،
سیاه پله سفلی،
سیاه پله علیا،
شغل بهاراب،
کلک جعفر،
کمرسوراخ،
میان تنگ منصوری،
باندرسفلی،
چشمه کبود،
دواردرمیان سفلی،
زعفران سفلی،
میان چقا،
چهارمله سفلی،
چهارمله علیا،
روتوند،
قلاجی فتابیگی،
مومنایی،
کمالگیر
- دهستان هرسم

باقراباد،
رضااباد،
ری بلک سفلی،
ری بلک علیا،
شادبلاغ،
علی اباددیزگران،
قلعه ترک سفلی،
قلعه ترک علیا،
مله هار،
هشت جفته،
بازگه،
سراب هرسم،
قلعه هرسم،
گردی،
منوری،
ویسگه،
تازه اباد،
تولابی،
چهارده جفته،
کنده هر،
باریکه صادقی،
باریکه نظام علیا،
خمارتاج،
گراوند
- دهستان حمیل

پلنگ گرد،
توه سرخک سفلی،
توه سرخک علیا،
توه سرخک نسار،
مله سرخ،
تازه ابادبدره گرد،
گردنگاه قوچمی،
میله سر،
قوچمی،
بدره گردسلیمی،
تومیانه،
خپگه،
سراب شوهان،
سراب میله سر،
شوهان علیا،
ظهراب،
شوهان سفلی